# Dacar (região)
Dakar ou Dacar é uma das catorze regiões que dividem o Senegal.

## Departamentos
A região de Dacar está dividida em quatro departamentos:
- Dacar
- Guédiawaye
- Pikine
- Rufisque

Em 21 de fevereiro de 2002, o departamento de Pikine foi desmembrado com a criação no novo departamento de Guédiawaye.

## Demografia
| População da região de Dacar (2008–2015) | População da região de Dacar (2008–2015) | População da região de Dacar (2008–2015) | População da região de Dacar (2008–2015) | População da região de Dacar (2008–2015) | População da região de Dacar (2008–2015) | População da região de Dacar (2008–2015) | População da região de Dacar (2008–2015) |
| ---------------------------------------- | ---------------------------------------- | ---------------------------------------- | ---------------------------------------- | ---------------------------------------- | ---------------------------------------- | ---------------------------------------- | ---------------------------------------- |
| 2008                                     | 2009                                     | 2010                                     | 2011                                     | 2012                                     | 2013                                     | 2014                                     | 2015                                     |
| 2.482.294                                | 2.536.959                                | 2.592.191                                | 2.647.751                                | 2.703.203                                | 2.776.787                                | 2.851.556                                | 2.927.422                                |